# Myomys
Myomys var tidigare ett släkte av däggdjur i familjen råttdjur som beskrevs av Thomas 1915. Senare forskning visade att det inte finns något närmare släktskap mellan arterna. Alla arter flyttades till andra släkten. Det vetenskapliga namnet Myomys listas av bland annat Wilson & Reeder (2005) som synonym till Mastomys.
Lista över arter som tidigare ingick i Myomys och deras aktuella vetenskapliga namn:
- Mastomys natalensis (tidigare som Myomys fumatus)
- Myomyscus verreauxii
- Myomyscus yemeni
- Praomys daltoni
- Praomys derooi
- Stenocephalemys albipes
- Stenocephalemys ruppi